# Athetis pallustris
La polilla de los pantanos (Athetis pallustris) es una  especie  de polilla de la familia Noctuidae. Es originaria de Europa, sur de los Urales, sur de Rusia, Ucrania, este de Turquía, Siberia, la región del Amur, Mongolia y norte China.
Tiene una envergadura de 18 a 34 mm. Los machos son considerablemte más grandes. Las hembras tienen alas anteriores más redondeadas y tienden a volar con menos facilidad. Los adultos vuelan de mayo a junio.
Las larvas se alimentan de diversas plantas, tales como especies de Plantago (incluida Plantago major).